# 大川村 (宮城県)
大川村（おおかわむら）は、1955年（昭和30年）まで宮城県桃生郡北東部にあった村。現在の石巻市福地・針岡・尾崎・釜谷・長面にあたる。

## 地理
- 河川：北上川

## 沿革
- 1889年（明治22年）4月1日 - 町村制施行にともない、福地村・針岡村・尾崎浜・釜谷浜・長面浜の計5か村が合併して大川村が発足。
- 1955年（昭和30年）3月21日 - 飯野川町・大谷地村・二俣村と合併し、河北町となる。

## 行政
- 歴代村長

| 代 | 氏名       | 就任                       | 退任                       | 備考 |
| -- | ---------- | -------------------------- | -------------------------- | ---- |
| 1  | 成田之雄   | 1889年（明治22年）4月21日  | 1904年（明治37年）3月24日  |      |
| 2  | 今野祐記   | 1904年（明治37年）3月24日  | 1906年（明治39年）9月30日  |      |
| 3  | 武山甚蔵   | 1907年（明治40年）2月20日  | 1908年（明治41年）2月7日   |      |
| 4  | 永沼庄太郎 | 1908年（明治41年）8月31日  | 1910年（明治43年）3月1日   |      |
| 5  | 成田之雄   | 1910年（明治43年）5月5日   | 1912年（大正元年）12月6日  | 再任 |
| 6  | 木村仁平   | 1912年（大正元年）12月21日 | 1919年（大正8年）7月28日   |      |
| 7  | 今野寅治   | 1919年（大正8年）8月19日   | 1923年（大正12年）8月18日  |      |
| 8  | 永沼清七   | 1924年（大正13年）2月26日  | 1924年（大正13年）12月6日  |      |
| 9  | 畠中鋭質   | 1924年（大正13年）12月6日  | 1928年（昭和3年）11月30日  |      |
| 10 | 紫桃正実   | 1929年（昭和4年）1月7日    | 1934年（昭和9年）12月2日   |      |
| 11 | 今野孝平   | 1934年（昭和9年）12月10日  | 1938年（昭和13年）12月9日  |      |
| 12 | 永沼金兵衛 | 1938年（昭和13年）12月29日 | 1942年（昭和17年）12月28日 |      |
| 13 | 紫桃正実   | 1942年（昭和17年）12月29日 | 1946年（昭和21年）1月20日  | 再任 |
| 14 | 今野斅     | 1946年（昭和21年）3月20日  | 1947年（昭和22年）4月4日   |      |
| 15 | 畠中哲夫   | 1947年（昭和22年）4月7日   | 1955年（昭和30年）3月20日  |      |

## 教育
- 大川村立大川小学校
- 大川村立大川中学校